# Dušan Cvetinović
 (juillet 2016).
Si vous disposez d'ouvrages ou d'articles de référence ou si vous connaissez des sites web de qualité traitant du thème abordé ici, merci de compléter l'article en donnant les références utiles à sa vérifiabilité et en les liant à la section « Notes et références ».
Dušan Cvetinović (en serbe : Душан Цветиновић), né le 24 décembre 1988 à Šabac, est un footballeur serbe qui évolue au poste de défenseur central au FK Mladost Lučani.

## Biographie

### Débuts en Serbie
Dušan Cvetinović commence sa carrière en Serbie au FK Mačva Šabac, club de sa ville natale. Il y joue huit rencontres et marque un but. Avant la saison 2007-2008, il signe au FK Dinamo Vranje où il jouera à 41 reprises pour un but marqué jusqu'à l'hiver 2009. Après deux ans de professionnalisme dans son pays, il décide de partir à l'étranger en Suisse.

### Les clubs en Suisse
En début d'année 2009, il s'engage au FC Wohlen en Challenge League, la deuxième division suisse. Il participe à douze rencontres lors de la première demi-saison, puis à vingt-cinq autres lors de la saison suivante, sa première complète en Suisse, avant de signer au Grasshopper Club Zurich, en première division, où il ne joue que sept matches. En manque de temps de jeu, il décide de s'engager au FC Vaduz, à l'échelon inférieur, où il disputera 36 matches toutes compétitions confondues. Le club du Liechtenstein gagnera une Coupe du Liechtenstein en 2013, sans toutefois que Cvetinović ne dispute la finale. À la fin de son contrat il décide de partir pour trouver un nouveau challenge.

### FK Haugesund
En 2013, il s'engage au FK Haugesund en Norvège. Lors de sa première année, il joue quinze matches et marque trois buts, et le club finit troisième du championnat et se qualifie pour la Ligue Europa. La saison suivante, il joue encore plus souvent, à 34 reprises, et continue en 2015 sur la même lancée, en enchaînant les belles prestations défensives. Pendant le mercato d'été il est suivi par des clubs européens. Il décide de rejoindre la France.

### Racing Club de Lens

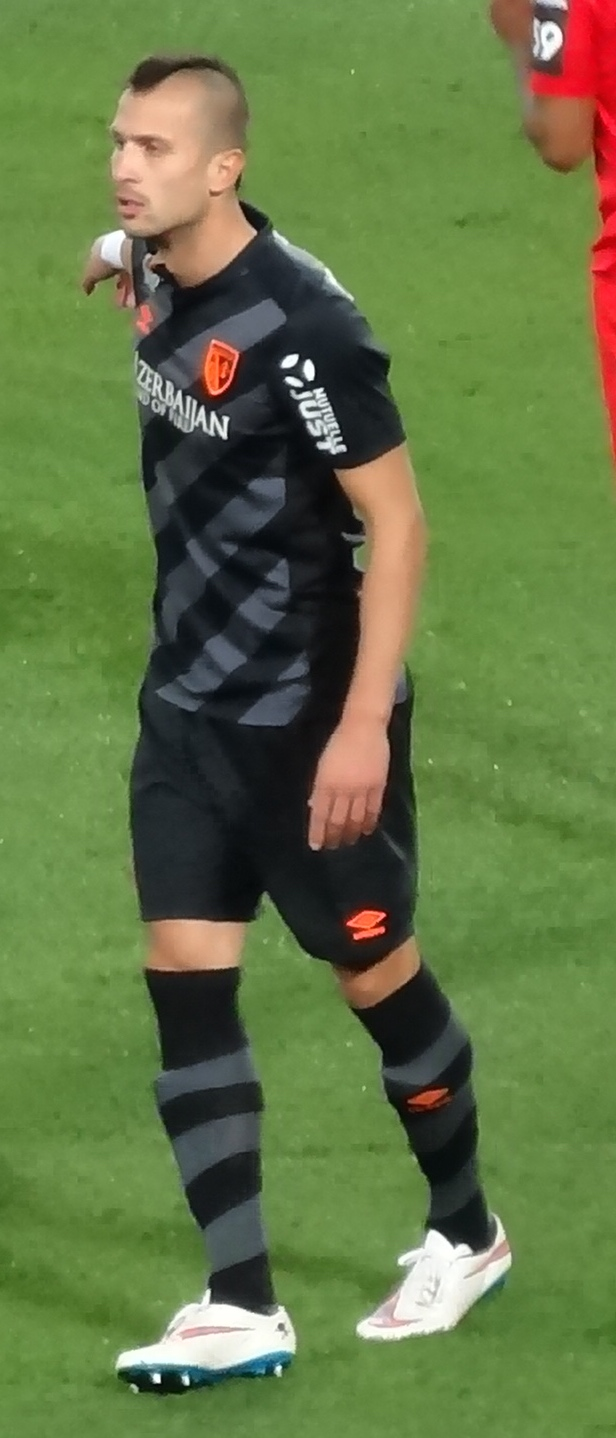
Cvetinović avec le RC Lens en 9 2015

Arrivé en prêt en provenance d’Haugesund au RC Lens lors de la saison 2015-2016, Cvetinović se fait très vite une place dans l’effectif, après quelques semaines d’attente en raison d’un problème administratif. Il fait ses débuts au cœur du mois d’août, à l’occasion d’un déplacement à Dijon (défaite 2-0, 4e journée de Ligue 2). Expulsé dès sa première titularisation, il va réussir par la suite à s’imposer en défense, et passer devant des joueurs comme Stéphane Besle ou Loïck Landre. Blessé assez sérieusement à l’entraînement en novembre, il est écarté des terrains en raison d’une entorse cervicale, et est ensuite moins utilisé à son retour durant la deuxième partie de saison
Lors de la saison 2016-2017, il est touché au genou lors du premier tour de la Coupe de la Ligue, il manque quatre journées de championnat avant de revenir lors de la septième journée contre le Clermont Foot 63. Quatre jours plus tard, il marque son premier but avec les Sang et Or contre l'US Orléans. Lors de cette saison, le défenseur serbe se met en avant, au sein de la défense lensoise, en compagnie de Jean-Kévin Duverne. En janvier 2017, Olivier Fosseux, journaliste de Nord Éclair, parle de ce duo comme « l’un des plus performants de Ligue 2 » même s'il reconnaît que « le binôme doit encore gagner en automatisme et en concentration ». En tout cas, Cvetinović marque encore à trois reprises lors de cette saison dont notamment un but offrant la victoire aux lensois contre le FC Sochaux ainsi que la première place du championnat, le 13 mars 2017. Néanmoins, le défenseur se blesse en fin de saison et rate plusieurs matchs, il est remplacé par Abdoul Ba.
Lors de la saison 2017-2018, Cvetinović conforte son rôle de titulaire et de pilier défensif, malgré les mauvais résultats du club. Au mercato hivernal, il est proche de signer à Orlando City, mais les deux clubs ne trouvent pas d'accord. Il est coup sur coup le sauveur du club en février 2018, en inscrivant les buts égalisateurs dans les dernières minutes face au FC Lorient puis au Valenciennes FC. Le 11 mai 2018, il fait sa dernière apparition sous le maillot lensois lors de la réception d'Auxerre.

### Yokohama F. Marinos
En juillet 2018, il quitte la France pour rejoindre les Yokohama F. Marinos. Il obtient un temps de jeu régulier avec son nouveau club. Lors de la saison 2019, il est champion du Japon avec les Marinos.

## Palmarès
- Yokohama F. Marinos
  - Champion du Japon en 2019

## Statistiques
| Saison                | Club                      | Championnat           | Championnat | Championnat | Coupe nationale | Coupe nationale | Coupe de la Ligue | Coupe de la Ligue | Compétition(s) continentale(s) | Compétition(s) continentale(s) | Compétition(s) continentale(s) | Total | Total |
| Saison                | Club                      | Division              | M.          | B.          | M.              | B.              | M.                | B.                | Comp.                          | M.                             | B.                             | M.    | B.    |
| 2006-2007             | Mačva Šabac               | SFL                   | 8           | 1           | -               | -               | -                 | -                 | -                              | -                              | -                              | 8     | 1     |
| Sous-total            | Sous-total                | Sous-total            | 8           | 1           | -               | -               | -                 | -                 | -                              | -                              | -                              | 8     | 1     |
| 2007-2008             | Dinamo Vranje             | SL East               | 26          | 1           | -               | -               | -                 | -                 | -                              | -                              | -                              | 26    | 1     |
| 2008-2009             | Dinamo Vranje             | SFL                   | 15          | 0           | -               | -               | -                 | -                 | -                              | -                              | -                              | 15    | 0     |
| Sous-total            | Sous-total                | Sous-total            | 41          | 1           | -               | -               | -                 | -                 | -                              | -                              | -                              | 41    | 1     |
| 2008-2009             | FC Wohlen                 | Challenge League      | 12          | 0           | -               | -               | -                 | -                 | -                              | -                              | -                              | 12    | 0     |
| 2009-2010             | FC Wohlen                 | Challenge League      | 23          | 0           | 2               | 0               | -                 | -                 | -                              | -                              | -                              | 25    | 0     |
| Sous-total            | Sous-total                | Sous-total            | 35          | 0           | 2               | 0               | -                 | -                 | -                              | -                              | -                              | 37    | 0     |
| 2010-2011             | Grasshopper Zurich (prêt) | Super League          | 7           | 0           | 1               | 0               | -                 | -                 | -                              | -                              | -                              | 8     | 0     |
| Sous-total            | Sous-total                | Sous-total            | 7           | 0           | 1               | 0               | -                 | -                 | -                              | -                              | -                              | 8     | 0     |
| 2011-2012             | FC Vaduz                  | Challenge League      | 16          | 0           | 2               | 0               | -                 | -                 | C3                             | 3                              | 1                              | 21    | 1     |
| 2012-2013             | FC Vaduz                  | Challenge League      | 17          | 0           | -               | -               | -                 | -                 | -                              | -                              | -                              | 17    | 0     |
| Sous-total            | Sous-total                | Sous-total            | 33          | 0           | 2               | 0               | -                 | -                 | -                              | 3                              | 1                              | 38    | 1     |
| 2013                  | FK Haugesund              | Tippeligaen           | 14          | 3           | 1               | 0               | -                 | -                 | -                              | -                              | -                              | 15    | 3     |
| 2014                  | FK Haugesund              | Tippeligaen           | 26          | 2           | 5               | 1               | -                 | -                 | C3                             | 3                              | 0                              | 34    | 3     |
| 2015                  | FK Haugesund              | Tippeligaen           | 14          | 0           | 2               | 0               | -                 | -                 | -                              | -                              | -                              | 16    | 0     |
| Sous-total            | Sous-total                | Sous-total            | 54          | 5           | 8               | 1               | -                 | -                 | -                              | 3                              | 0                              | 65    | 6     |
| 2015-2016             | RC Lens (prêt)            | Ligue 2               | 19          | 0           | -               | -               | -                 | -                 | -                              | -                              | -                              | 19    | 0     |
| 2016-2017             | RC Lens                   | Ligue 2               | 29          | 4           | 3               | 0               | 1                 | 0                 | -                              | -                              | -                              | 33    | 4     |
| 2017-2018             | RC Lens                   | Ligue 2               | 32          | 2           | 4               | 0               | 1                 | 0                 | -                              | -                              | -                              | 37    | 2     |
| Sous-total            | Sous-total                | Sous-total            | 80          | 6           | 7               | 0               | 2                 | 0                 | -                              | -                              | -                              | 89    | 6     |
| 2018-2019             | Yokohama F. Marinos       | J1 League             | 14          | 1           | 1               | 0               | 5                 | 0                 | -                              | -                              | -                              | 20    | 1     |
| 2019-2020             | Yokohama F. Marinos       | J1 League             | 1           | 0           | 2               | 0               | 5                 | 0                 | -                              | -                              | -                              | 8     | 0     |
| Sous-total            | Sous-total                | Sous-total            | 15          | 1           | 3               | 0               | 10                | 0                 | -                              | -                              | -                              | 28    | 1     |
| 2020-2021             | Tokushima Vortis          | J2 League             | 12          | 1           | 0               | 0               | 0                 | 0                 | -                              | -                              | -                              | 12    | 1     |
| 2021-2022             | Tokushima Vortis          | J1 League             | 11          | 0           | 2               | 0               | 2                 | 0                 | -                              | -                              | -                              | 15    | 0     |
| Sous-total            | Sous-total                | Sous-total            | 23          | 1           | 2               | 0               | 2                 | 0                 | -                              | -                              | -                              | 27    | 1     |
| 2022-2023             | FK Radnički 1923          | Superliga             | 15          | 0           | 0               | 0               | 0                 | 0                 | -                              | -                              | -                              | 15    | 0     |
| Sous-total            | Sous-total                | Sous-total            | 15          | 0           | 0               | 0               | 0                 | 0                 | -                              | -                              | -                              | 15    | 0     |
| 2022-2023             | FK TSC Bačka Topola       | Superliga             | 4           | 0           | 2               | 0               | 5                 | 0                 | -                              | -                              | -                              | 11    | 0     |
| 2023-2024             | FK TSC Bačka Topola       | Superliga             | 3           | 1           | 1               | 0               | 0                 | 0                 | -                              | 1                              | 0                              | 5     | 1     |
| Sous-total            | Sous-total                | Sous-total            | 7           | 1           | 3               | 0               | 5                 | 0                 | -                              | 1                              | 0                              | 16    | 1     |
| Total sur la carrière | Total sur la carrière     | Total sur la carrière | 319         | 15          | 23              | 1               | 14                | 0                 | -                              | 6                              | 1                              | 362   | 17    |